# الأثر البشري على الحياة البحرية

## الإفراط في صيد السمك
وفقًا لتقرير صادر في عام 2018 عن منظمة الأمم المتحدة للأغذية والزراعة، يحدث الإفراط في صيد السمك في ثلث المخزون السمكي في العالم. بالإضافة إلى ذلك، يعتقد مراقبو قطاع الصناعة أن الصيد غير القانوني وغير المبلغ عنه وغير المنظم يحدث في معظم مصائد الأسماك، ويمثل ما يصل إلى نسبة 30% من إجمالي كمية الصيد في بعض مصائد الأسماك الهامة. في ظاهرة تُسمى صيد السمك في الشبكة الغذائية، انخفض متوسط المستوى الغذائي لمصائد الأسماك العالمية بفعل الإفراط في صيد الأسماك ذات المستوى الغذائي المرتفع.

## تدمير المساكن الطبيعية
تتعرض الأنظمة البيئية الساحلية لأضرار من جانب البشر تحديدًا. يحدث تدمير المساكن الطبيعية في مروج النجيل البحري، وغابات الأيكة الساحلية، والشعاب المرجانية، وغابات أعشاب البحر، والتي تواجه جميعها اضمحلالًا عالميًا بسبب الاضطرابات الناجمة عن فعل البشر.
فقدت مروج النجيل البحري 30,000 كيلومتر مربع (12,000 ميل مربع) خلال العقود الأخيرة. تشمل خدمات النظام البيئية للنجيل البحري، والتي تبلغ قيمتها حاليًا نحو 1.9 تريليون دولار أمريكي سنويًا، إعادة التدوير البيئي، وتوفير الأغذية والموائل للعديد من الحيوانات البحرية، بما في ذلك حيوان الأطوم المهدد بالانقراض، وخروف البحر، والسلاحف البحرية الخضراء، ومساكن سمك المرجان الرئيسية.
فُقد نحو خُمس غابات الأيكة الساحلية في العالم منذ عام 1980، وخُمس آخر من الشعاب المرجانية. قد يشكل الإفراط في صيد الأسماك في الأنظمة البيئية الساحلية تهديدًا خطيرًا تواجهه غابات أعشاب البحر، والتي تساعد إزالة المستويات الغذائية الأعلى على تحولها نحو استنزاف مناطق القنافذ البحرية القاحلة الجرداء.

## الأنواع المجتاحة
الأنواع المجتاحة هي كائنات غير أصلية في موقع معين قد تنتشر إلى الحد الذي تسبب فيه ضررًا على البيئة أو الاقتصاد البشري أو صحة الإنسان. في عام 2008، وثّق مولنار وآخرون مسارات مئات الأنواع البحرية المجتاحة ووجدوا أن الشحن هو الآلية السائدة لنقل الأنواع المجتاحة في المحيط. تمثل مجتمعات الحشف الموجودة على هياكل السفن ومياه الصابورة الآليتين البحريتين الرئيسيتين لنقل الكائنات البحرية إلى بيئات محيطية.
تُعد مياه الصابورة المُعالَجة في البحر والمُصرَّفة في الميناء المصدر الرئيسي للحياة البحرية الدخيلة غير المرغوب بها. ربما جرى نقل بلح بحر المياه العذبة الذي يعيش بالأصل في البحر الأسود وبحر قزوين وآزوف إلى البحيرات الكبرى عبر مياه صابورة سفينة عابرة للمحيطات. يعتقد مينسز أن إحدى أسوأ حالات الأنواع المجتاحة الفردية التي تسبب الضرر للنظام البيئي يمكن أن تُعزى إلى قناديل البحر التي تبدو غير ضارة. يُعد حيوان منيموبسيس ليدي نوعًا من قناديل البحر المشطية، والذي انتشر ليستوطن حاليًا في مصبات الأنهار في أجزاء كثيرة من العالم، إذ ظهر للمرة الأولى في عام 1982، ويُعتقد أنه نُقل إلى البحر الأسود بواسطة مياه صابورة السفن. ازدادت أعداد قناديل البحر بصورة هائلة، وبحلول عام 1988، أثارت الفوضى في صناعة صيد الأسماك المحلية. «انخفض مقدار صيد سمك البلمية من 204,000 طن في عام 1984 إلى 200 طن في عام 1993، وانخفض مقدار صيد سمك الإسبرط من 24,600 طن في عام 1984 إلى 12,000 طن في عام 1993، وانخفض مقدار صيد سمك الإسقمري من 4,000 طن في عام 1984 إلى صفر في عام 1993». انخفضت أعداد قناديل البحر بصورة هائلة بعد أن استنفدت العوالق الحيوانية، بما في ذلك اليرقات السمكية، إلا أنها تواصل امتلاك القبضة الخانقة على النظام البيئي.
بمقدور الأنواع المجتاحة الاستيلاء على المناطق التي كانت مُحتلَّة سابقًا، وتسهيل انتشار الأمراض الجديدة، واستحداث مادة جينية جديدة، وتغيير المناظر البحرية تحت الماء، وتعريض قدرة الأنواع الأصلية على الحصول على الغذاء للخطر. الأنواع المجتاحة مسؤولة عن نحو 138 مليار دولار سنويًا من خسارة الإيرادات وتكاليف الإدارة في الولايات المتحدة وحدها.

## معرض صور

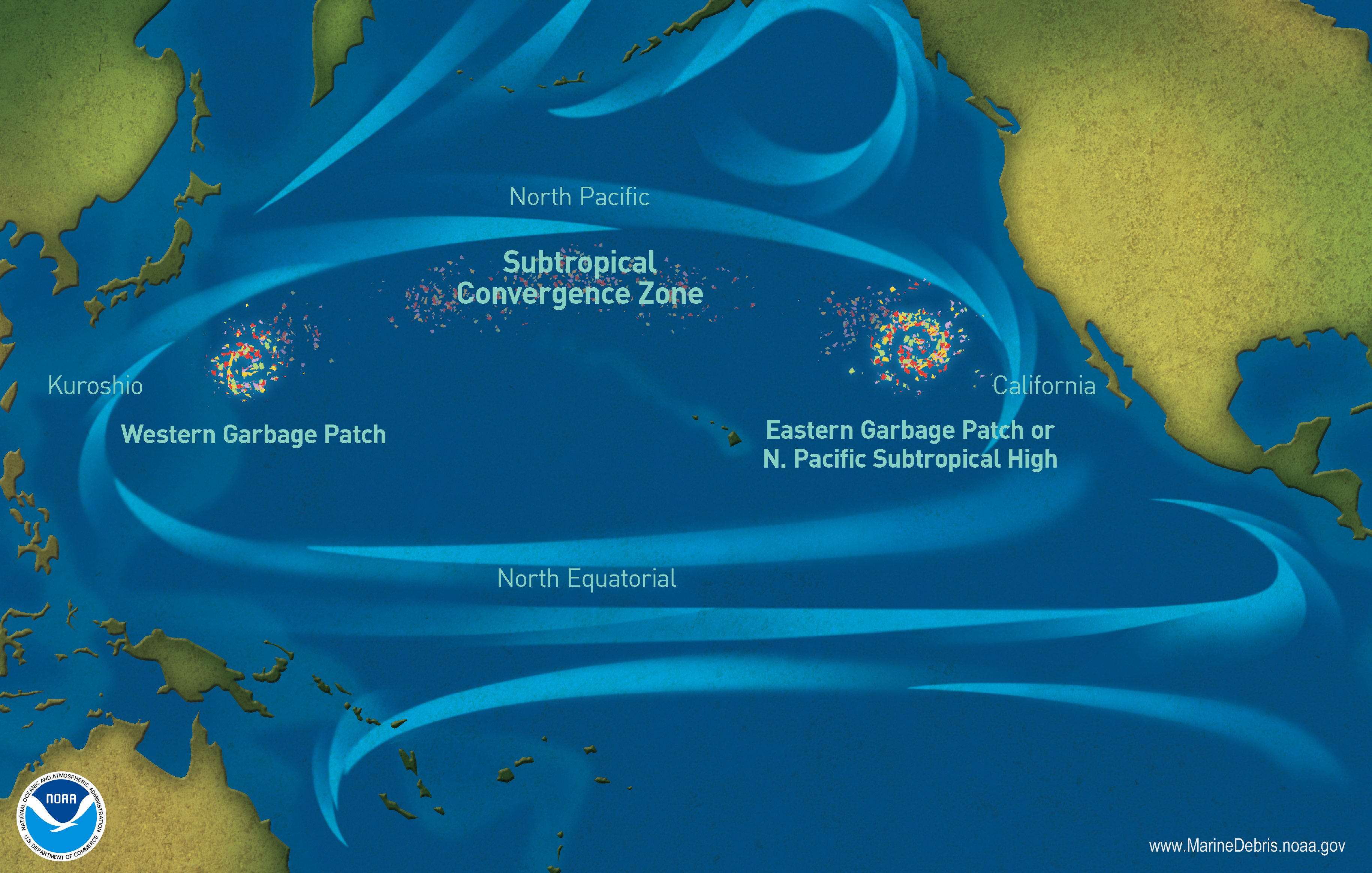
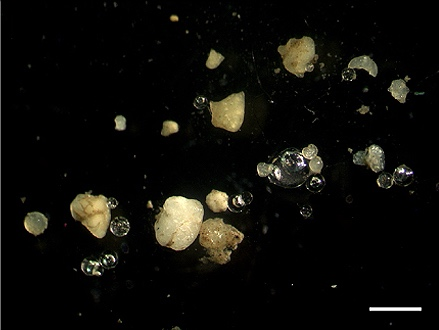
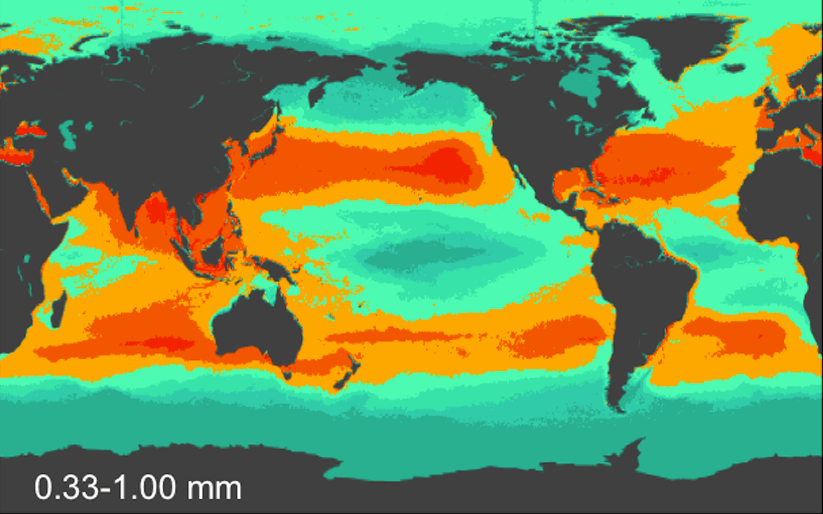